# Damaskinaż
Damaskinaż (fr. damasquinage z łac. Damascus ‘Damaszek’) – technika zdobienia wyrobów metalowych, gł. żelaznych, brązowych i miedzianych oraz wykonanych z oksydowanej stali, przez inkrustowanie ich złotem lub srebrem, miedzią lub mosiądzem, w efekcie czego uzyskuje się surowy i szlachetny kontrast.
Technika ta nazywana jest także nabijaniem lub tauszowaniem, albo damaszkowaniem, damasceńską robotą, a w dawnych polskich tekstach można spotkać określenie „stal złotem pisana”.

## Technika
Damaskinaż polega na rytowaniu powierzchni wyrobu w bruzdy, następnie wygrawerowany (lub wytrawiony kwasem) ornament wypełnia się odpowiednim drutem (np. złotym lub srebrnym) wklepywanym młotkiem na zimno. Po wygładzeniu i wypolerowaniu uzyskuje się jednolity z powierzchnią przedmiotu, delikatny, linearny ornament, który może mieć zróżnicowaną strukturę dzięki stosowaniu różnych metod rytowania (groszkowanie, puncowanie czy żłobkowanie).
Znane są dwa sposoby damaskinażu – starszy, polegający na wbijaniu w głęboko nacięty rysunek drobniutkich kawałeczków innego metalu (cechował się dużą trwałością przy stosunkowo małej efektywności), i młodszy – nabijanie pożądanego ornamentu drucikiem w powierzchnię drobno pokratkowaną rylcem.

## Stosowanie
Znana od starożytności (Egipt, Indie) technika damaskinażu została we wczesnym średniowieczu przejęta z Bizancjum przez Arabów i rozwinęła się szczególnie w kręgu kultury islamu (Damaszek). Stąd, wraz z nazwą, trafiła do Europy, gdzie stosowano ją głównie do dekorowania zbroi oraz metalowych elementów różnych rodzajów broni.
W XV wieku pojawiła się we Włoszech, gdzie mistrzostwo w tej dziedzinie osiągnęli płatnerze weneccy (Paolo Azzimino, Paolo Rizzo) i mediolańscy (Giovanno Figino, Martin Chinello, Bartolomeo Piotti, Francesco Pallizone). Technikę damaskinażu uprawiał w młodości także Benvenuto Cellini.
We Francji damaskinaż wprowadzono u schyłku XVI wieku, gdzie do wybitnych twórców w tej dziedzinie należeli Davet, Carteyon i Cursinet.
Damaskinaż znano i stosowano też w Hiszpanii, będącej spadkobierczynią rzemiosła mauretańskiego i ośrodkiem wyrobu stali toledańskiej. Technikę damaskinażu odnowiono w Toledo w XIX wieku, stosując ją wymiennie z niellem.
W Polsce damaskinażem posługiwano się m.in. przy zdobieniu głowni szablowych w XVII wieku.

## Zdobnictwo japońskie
Technika damaskinażu ma także długą historię w Japonii, gdzie obok innych technik zdobniczych, była używana do dekoracji gard (tsuba) tradycyjnych mieczy samurajskich (katana) oraz towarzyszących im wakizashi.
Tsuby były najczęściej wykonane z żelaza (i patynowane na zimno) lub takich stopów jak shakudo (95% miedzi i 5% złota), shibuichi (75% miedzi i 25% srebra) i sentoku (miedź, cyna, cynk i ołów), rzadziej z kości lub rogu, a następnie bogato dekorowane kompozycjami geometrycznymi, roślinnymi i figuralnymi. Japońskie techniki analogiczne do inkrustacji noszą nazwę zogan:
- gomoku-zogan – przylutowywanie drutu z innych metali i nadtapiania go w całości lub częściach,
- taka-zogan – grawerowanie,
- hon-zogan – wypełnianie rytów innym metalem.

## Inne znaczenia
Damaskinażem nazywany jest także linearny ornament otrzymany tą techniką oraz stosowane w heraldyce ozdobne wypełnienie pól w figurach heraldycznych – damaskinaż (heraldyka) – adamaszek (heraldyka).